# Wendelsbergs folkhögskola

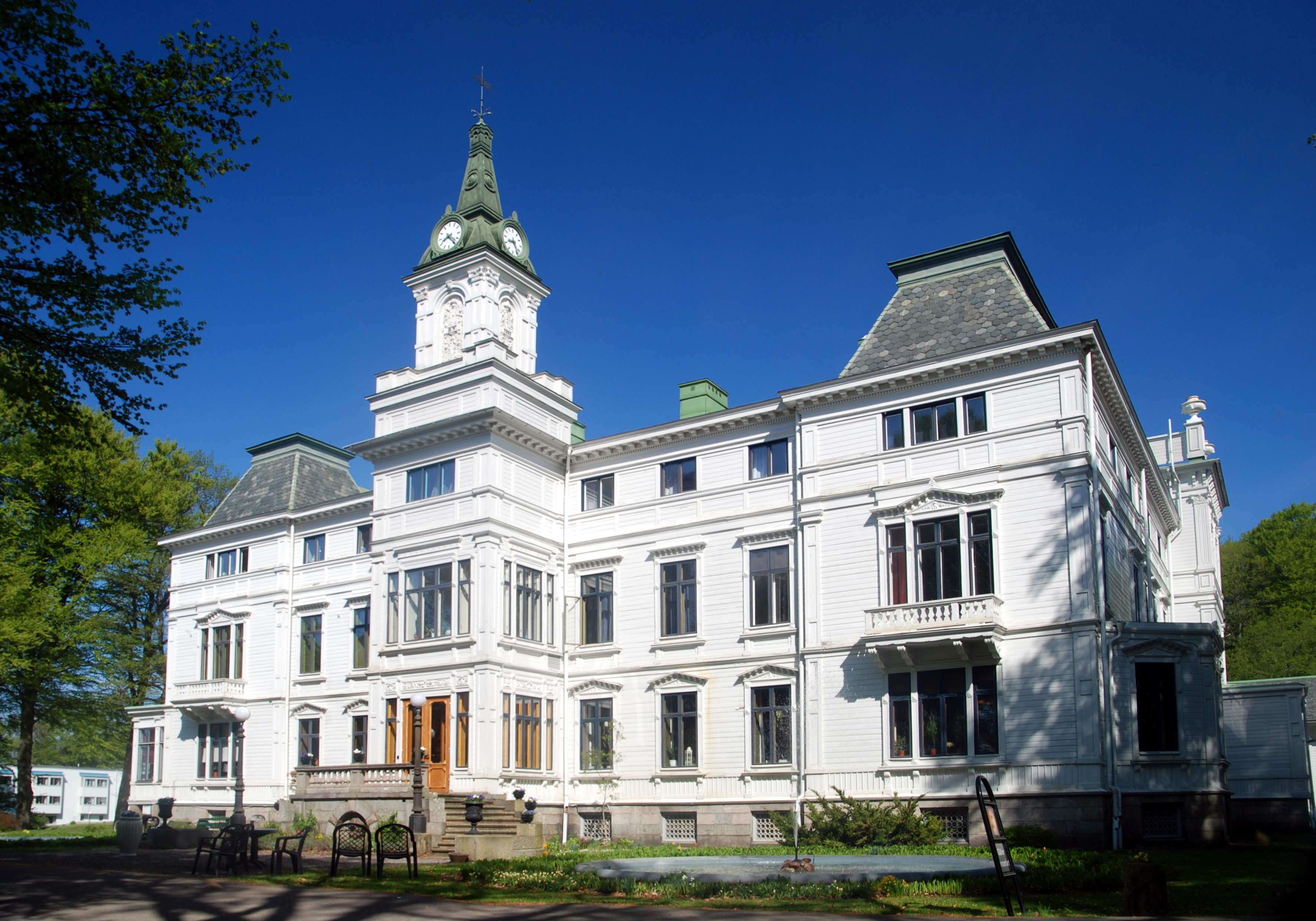
Wendelsbergs folkhögskolas huvudbyggnad

Wendelsbergs folkhögskola är Sveriges äldsta rörelsedrivna folkhögskola. Wendelsberg startade 1908 och är belägen i nordöstra delen av Mölnlycke.
Wendelsbergs byggnader uppfördes av Bruno Wendel i slutet på 1800-talet som ett ställe för honom och hans fru att dra sig tillbaka till på ålderns höst. Huset byggdes i trä efter ritningar av arkitekten Adrian C. Petersson. 1907 köptes Wendelsberg av NGTO och har därefter tillhört NTO som 1970 gick samman med IOGT och blev IOGT-NTO. Wendelsberg drivs idag av IOGT-NTO:s folkhögskoleförbund Wendelsberg.

## Ombyggnader
Ombyggnader och kompletteringar har skett i olika omgångar. Huset var redan i början av 1900-talet i behov av omfattande renovering. På 1930-talet gjordes en större renovering och ombyggnad av huvudbyggnaden. Bland annat kom det till 30 rum som än idag används som internatboende. 1965 byggdes Mellangården med gymnastiksal och ytterligare elevrum. 1985 byggdes Hildingsgården med hotellrum, konferenslokaler och ännu fler elevrum. Idag har skolan 73 enkel/dubbelrum som används för elever på skolans långa kurser. 2002 byggdes Mellangården ut med en helt ny och modern teater med plats för 223 besökare.

## Rektorer
- Oskar Lundgren 1908–1922
- Viktor Aurell 1922–1928
- Justus Elgeskog 1928–1947
- Waldemar Hallin 1947–1953
- Hilding Friman 1953–1975
- Arne Svensson 1975–1983
- Jan Wennergren 1983–1998
- Jan Linde 1998–2004
- Sven Östberg 2006–2016
- Sören Eriksson 2016–ff

## Utbildningar
På Wendelsberg Folkhögskola finns en allmän linje med sex inriktningar. Wendelsbergs skolscen erbjuder två 2-åriga utbildningar, dels Teaterlinjen, dels Musikallinjen. Sedan 1989 ger Skolscenen i januari/februari varje år en nyårsrevy av hög kvalitet. 
På skolan finns också olika ledarkurser, t.ex. distanskursen Samtalsledare, som utbildar kursdeltagare som vill arbeta med människor som vill arbeta med ett socialt arbete inriktat på missbruksfrågor. Wendelsberg driver också en Lärarassistentutbildning.
Wendelsberg genomför också kortare kurser i ledarskap, drogfrågan, organisationsutveckling mm.

## Hotell - vandrarhem - konferens
Wendelsberg driver också en omfattande konferensverksamhet samt vandrarhem och hotellverksamhet som är öppet under hela året. Hotelldelen har 28 enkel/dubbelrum och under sommarperioden finns ca 160 bäddar i vandrarhemmet.

## Wendelsbergs kamratförbund
Wendelsbergs kamratförbund startade 1913 som en ideell förening bestående av gamla elever och personal. Kamratförbundet stöttar skolan genom gåvor, insamlingar och ideellt arbete. Ordförande är skolans rektor Sören Eriksson. Kamratförbundet ger varje vår ut ett nummer av Wendelsbergs årsblad, som speglar livet på skolan förr och nu. Årsbladet delas ut till årets elever och skickas till alla medlemmar i kamratförbundet. Kamratförbundet anordnar varje år ett kamratmöte på Wendelsberg, dit alla gamla elever är välkomna.